# Francisturbin

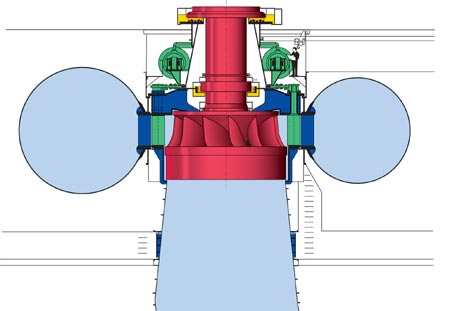
Skiss av Francisturbin.

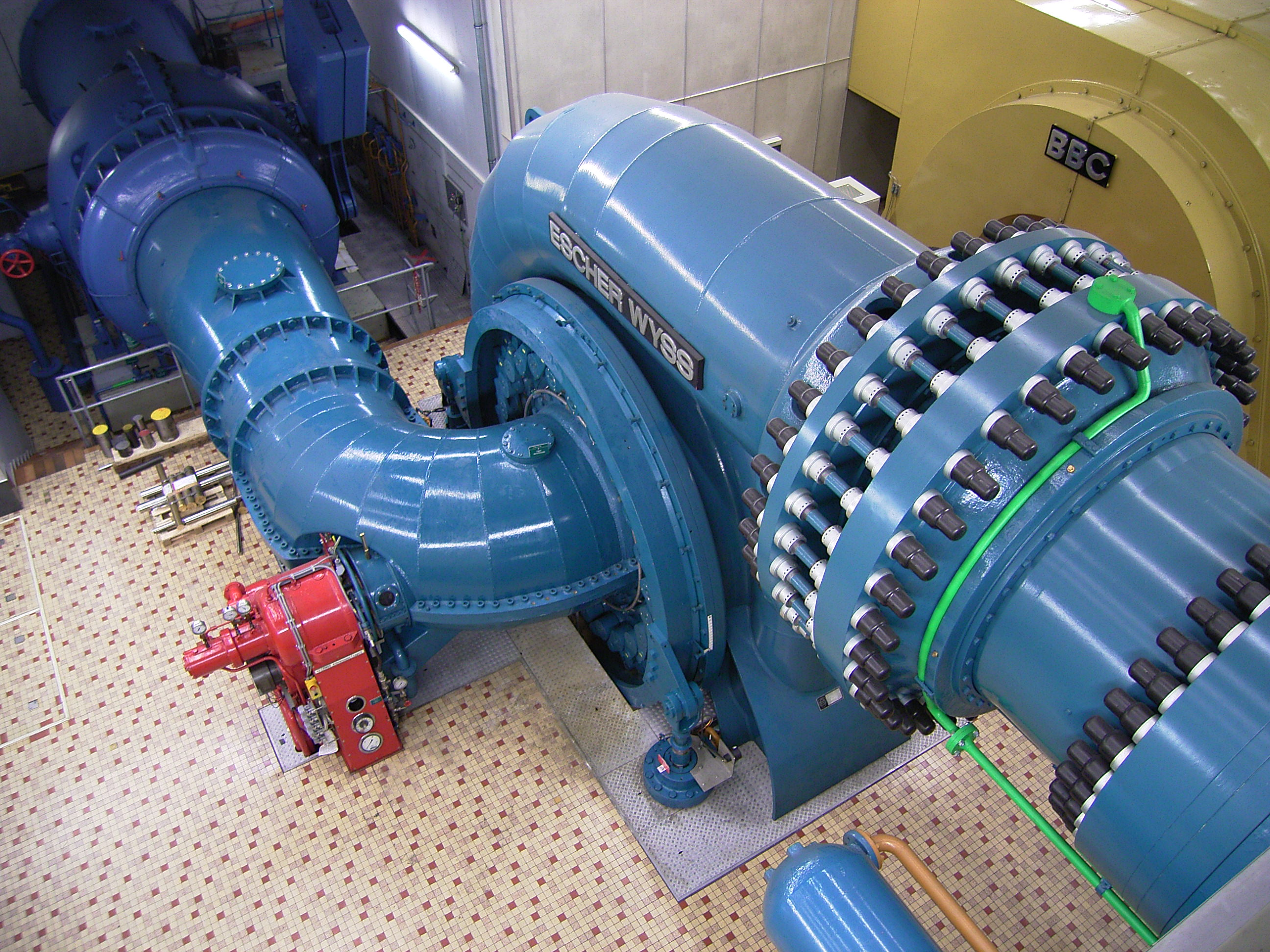
Francisturbin.

Francisturbin är en radial-axialvattenturbin[förklaring behövs] av reaktionstyp utvecklad av James B. Francis 1848. Det är den vanligaste typen av vattenturbiner idag och används främst till kraftproduktion i vattenkraftverk. Den är framförallt användbar vid fallhöjder från omkring 10 meter till 500 meter (idag främst fallhöjder från 70 till 500 m). Vid lägre fallhöjder används istället ofta Kaplanturbinen och vid högre fallhöjder används främst Peltonturbiner.

## Funktion
Francisturbinen är en reaktionsturbin vilket innebär att trycket minskar hos den arbetande fluiden på dess väg igenom turbinens löphjul.
Vattnet leds in i löphjulet från en spiralformad snäcka genom ett gitter av ställbara ledskovlar. Vattnets huvudsakliga tangentiella hastighet i inloppet till löphjulet länkas om till axiell rörelse via löphjulsskenorna, varvid vattnets kraft överförs till axeln från lägesenergi till rörelseenergi.